# Daniël Francois Malherbe
Pour les articles homonymes, voir Malherbe.
Daniël Francois Malherbe (28 mai 1881 à Dal Josafat, colonie du Cap - 12 mars 1969 à Bloemfontein, État libre d'Orange) était un professeur d'université et un écrivain d'Afrique du Sud, issu de la communauté Afrikaner. Son œuvre littéraire fut écrite en langue afrikaans.

## Biographie
D.F. Malherbe est né près de Paarl en 1881. Il fait ses études secondaires au collège Victoria de Stellenbosch et poursuit en Allemagne des études supérieures d'allemand, de français et d'anglais (1902-1906). Il obtient un doctorat en philosophie. 
De retour en Afrique du Sud, il s'engage dans le second mouvement littéraire de promotion de l'afrikaans (après le premier mouvement de Stephanus Jacobus du Toit dans les années 1880). Il prononce alors un discours intitulé Is Afrikaans 'n dialek? (est-ce que l'afrikaans est un dialecte ?)
Directeur de l'école de Carnavon (1907-1909), il devient professeur de langues vivantes (néerlandais, allemand, français) en 1910 au collège universitaire Grey à Bloemfontein. 
En 1918, il est le premier professeur universitaire de la langue Afrikaans et recteur du collège universitaire Grey de 1929 à 1934. Il est aussi le rédacteur de Tydskrif vir Wetenskap en Kuns de 1922 à 1939 et l'auteur de nombreux articles et essais pour les quotidiens de langue afrikaans comme Die Brandwag, Die Nuwe Brandwag et Die Huisgenoot.
En 1941, il se consacre uniquement à sa carrière littéraire. 
D F Malherbe décède le 12 avril 1969 à Bloemfontein.

## Œuvre littéraire
Malherbe est connu pour être l'auteur de la première nouvelle de valeur artistique notable en langue afrikaans : Vergeet niet ( Ne pas oublier).  
Il est également l'auteur de plusieurs nouvelles inspirées de la Bible comme Die Hart van Moab (Le cœur de Moab en 1933), Saul die Worstelheld (Saul, le héros de la lutte, 1935), et Die Profeet (Le Prophète, 1937). Ces nouvelles dessinaient un parallèle entre l'histoire des hébreux de l'Ancien Testament et l'histoire des Afrikaners durant le grand Trek. 